# Pedro Bedón
Pedro Bedón y Díaz de Pineda (Quito, 1551-Riobamba, 1621), llamado comúnmente fray Pedro Bedón, fue un fraile y pintor español de la Escuela Quiteña de arte que nació y vivió en la Real Audiencia de Quito (actual Ecuador).

## Biografía

### Origen familiar y educación
Nació en 1551 en la ciudad de Quito, capital de la Real Audiencia homónima, como hijo legítimo del matrimonio conformado por Pedro Bedón y González de Agüero y Juana Díaz de Pineda, hermana del conquistador español Gonzalo Díaz de Pineda. Además también era familiar de Pedro de Puelles por lo que al ser descendiente de los primeros conquistadores, en tercera vida, cumplía con la costumbre de la época que buscaba mantener los privilegios, las mercedes y las encomiendas. Ingresó a los 12 años de edad a la comunidad de los dominicos en su ciudad natal, para después viajar a Lima para estudiar teología y filosofía en el año 1572.
Fue alumno de los pintores italianos Bernardo Bitti y Angelino Medoro. En 1586 regresó a Quito y fue profesor de Teología y Arte. En 1592 apoyó al pueblo en la Rebelión de las Alcabalas, fundamentando su actitud en los textos de Tomás de Aquino, por lo que fue desterrado a Bogotá y Tunja en 1593. Mientras estuvo ahí fundo la Cofradía del Rosario y empezó a construir el retablo de Nuestra Señora del Rosario de la iglesia de Santo Domingo junto a su colaborador José de Sandoval. Años más tarde, en 1598 regresaría a Quito para continuar con su vida religiosa. Impulsaría además el arte a través de cartas con indicaciones sobre cómo pintar.

### Influencia política en la Real Audiencia
La Rebelión de las Alcabalas, que se llevó a cabo en los años 1592 y 1593 fue originado por el aumento de un impuesto del 2% sobre las ventas y permutas dispuesto por Felipe II que tenía como objetivo el financiamiento de varias guerras religiosas que se estaban llevando a cabo en Europa. En esa época Manuel Barros de San Millán era el presidente de la Real Audiencia y fue el encargado de ejecutar el decreto expedido en la Cédula Real. Sin embargo, no pudo realizarlo fácilmente por la oposición que se desató en la rebelión. Ante esto, Bedón denunciaría la subida de impuestos inicialmente y al ganarse el apoyo de la gente después fungiría de mediador para pacificar a los vecinos y devolver la calma a la Audiencia.
Además de la Rebelión de las Alcabalas, Bedón fue un actor importante en la Real Audiencia. Por pedido del Presidente Marañón, ofreció al Rey una relación como prior de San Pedro Martir. Es decir buscó crear un informe donde certificaba "in verbo sacerdotis" los aspectos de la Real Audiencia y sus alrededores. En este documento describió la situación de los indígenas en Guayaquil, y pidió a Felipe II la creación de la Universidad de Quito y recomendó la creación de otra. Es importante recordar que la Real Audiencia no contó con una universidad de primer orden como las capitales de los virreinatos, México y Lima, sin embargo, si pudo crear universidades secundarias que no eran "reales" como la San Marcos de Lima, sino que eran administradas por las órdenes religiosas, entre las que destacaron Santo Tomás, San Gregorio, y en menor medida San Fulgencio. El documento de Bedón pudo haber impulsado la creación de la Santo Tomás. Sin embargo esto sería de suma importancia para el desarrollo de la filosofía en Ecuador.

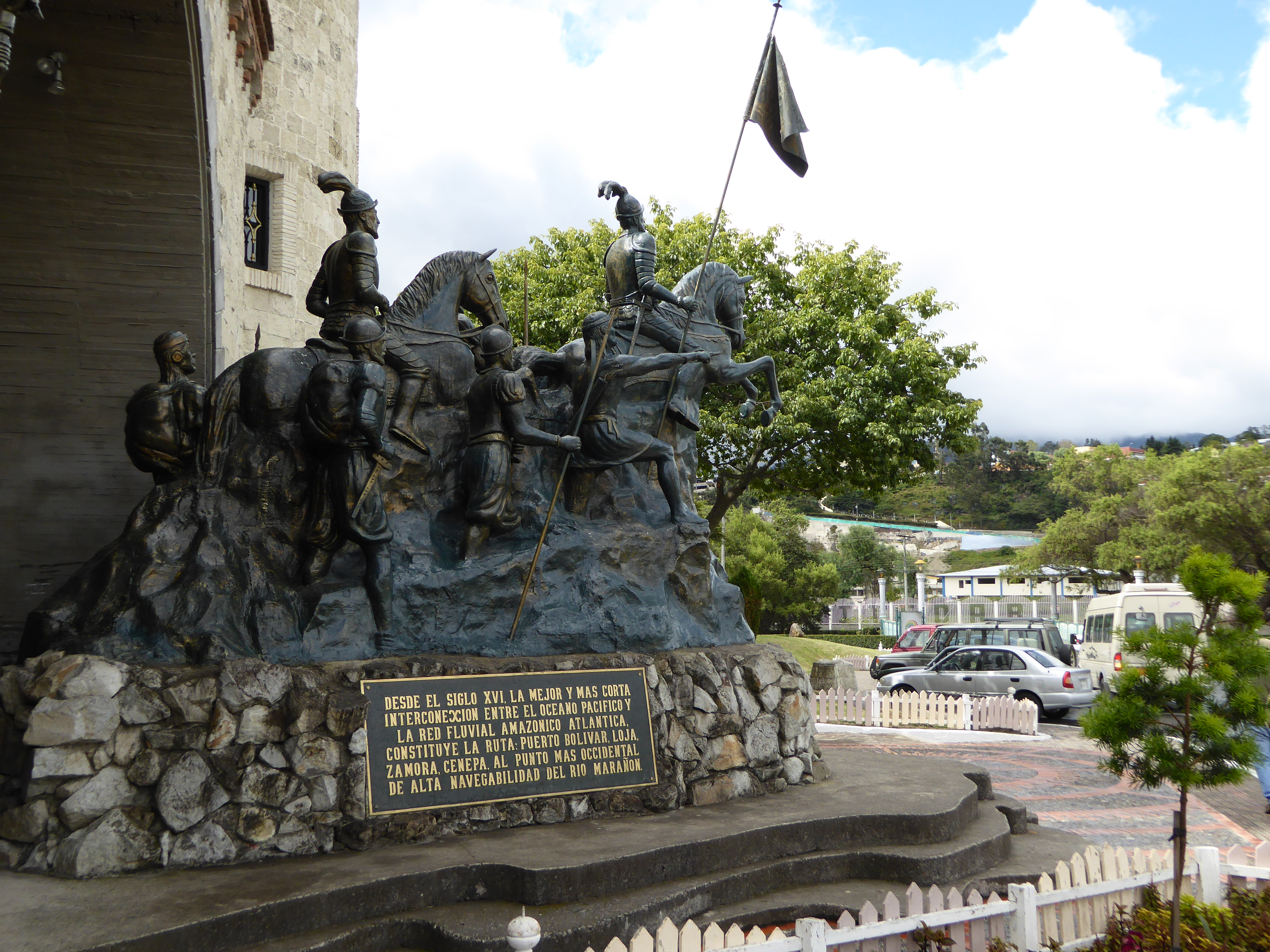
Monumento en Loja a Juan Salinas y Loyola, gobernador de Yaguarzongo y Bracamoros. Colonizó Maynas y sobre su gobernación (no él específicamente) se refirió Bedón en sus escritos.

Además trató sobre los impuestos, alegando que las tasas eran injustas y que para remediarlo se debían realizar visitas personales de los oidores, según ley. También se refirió al Gobernador de Yaguarzongo, y denunció delitos y algunas malas prácticas ya que consideraba que en Quijos se estaba maltratando a indígenas, las tasas eran altas y se superaba el número de encomenderos, lo que iba en contra de las misiones evangelizadoras. Específicamente se refirió sobre los mitayos, indígenas que trabajaban en las mitas y el personal. En resumen:
Mitayos: consideraba que el servicio que se contrataba de los indígenas, bajo el nombre de "mitayos de ciudad" era forzoso para el sustento de la monarquía y que iba en contra de la idea de evangelización. Todo esto sería tolerable si el trabajo no estuviera excediendo el jornal. Además denunció malos tratos puesto que después de haber cumplido con las tareas pendientes, los mitayos, debían adicionalmente llevar costales de trigo a la molienda o traer botijas de agua a cuestas. También admitió que esto se estaba reparando en la ciudad pero no en sus alrededores no por lo que era menester la visita de los oidores para constatar la situación.
Servicio personal: denunció que habían gobernaciones en los que los encomenderos no cuidaban de los indígenas ni de sus familias, no les daban de comer, ni vestir ni les curaban sus enfermedades. Esto fue mejorando gracias a los oidores Pedro de Hinojosa y García de Velarde, por lo que recomendaba que continuen las visitas. De esta manera buscaba mantener el espíritu inicial de las reducciones de la Amazonía, en los territorios de Yaguarzongo y Maynas: evangelizar, colonizar y desarrollar esos territorios y sus pobladores. 
Este documento es de mucha importancia para la historia de Ecuador puesto que es uno de los primeros ejemplos de este tipo de acciones que buscaban continuamente mejorar la calidad de vida de las personas en la Real Audiencia. En el siguiente siglo, sería el Obispo Alonso de la Peña Montenegro que además del análisis social presentaría un manual para los religiosos con el fin de mejorar las condiciones de vida. Todo esto quedaría registrado en su "Itinerario para párrocos de indias". En el siglo XVIII serían los curas de Riobamba en general quienes presentarían un análisis social de las "mitas de Forasteros" donde analizaban los huasipungos y la forma de trabajo de ese tiempo.

### Desarrollo del arte y la religión

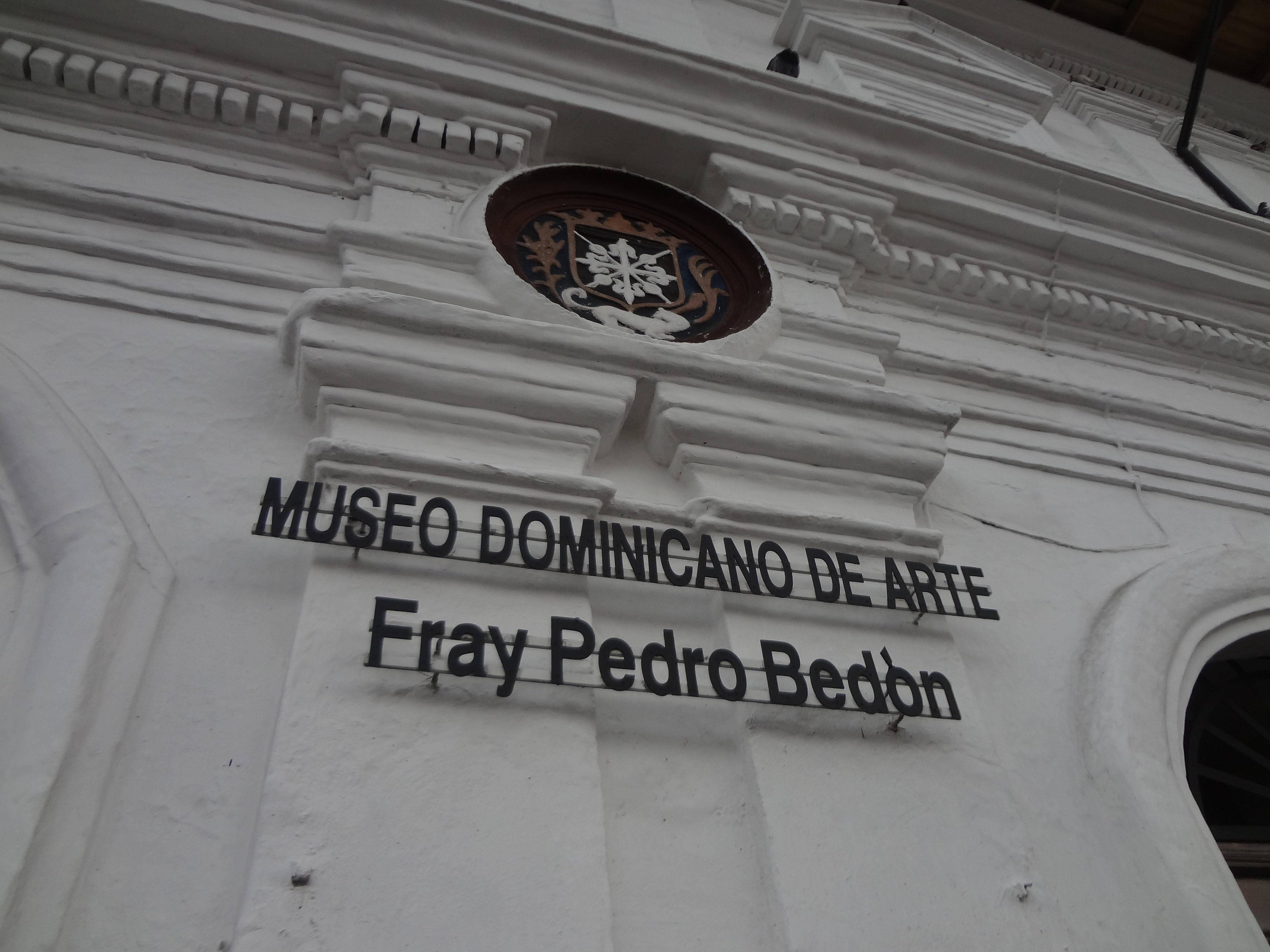
Museo Dominicano de Arte Fray Pedro Bedón en Quito

En 1605 solicitó al Presidente de la Real Audiencia de Quito, Don Miguel de Ibarra la fundación de la ciudad de Ibarra, y el 28 de septiembre de 1606 dirigió los actos solemnes correspondientes a esa fundación. Misionero y maestro de novicios fundó el convento de la Recoleta en Quito, y los de Riobamba e Ibarra. Destacó también como pintor muralista de la Colonia y en 1617 fue nombrado Provincial de su Orden.
Según noticias que se tienen, fray Pedro Bedón escribió algunas obras de importancia, pero la mayor parte ellas, lamentablemente ha desaparecido. Entre las que se conservan, es notable una "Vida del Padre Cristóbal Pardavé".
Como artista de delicada sensibilidad, el padre Bedón creó obras de inigualable belleza, una de ellas es la "Virgen de Chiquinquirá" que está ubicada en el Monasterio de Santa Clara, en Quito, así como también la "Virgen del Rosario de la Peña" en la parroquia rural de Pungalà perteneciente al cantón Riobamba. "Pintor vigoroso y expresivo como lo demuestran sus cuadros murales y su impresionante "Vida del Beato Enrique Susón", así como sus viñetas ejecutadas para los libros cantorales del Convento de Santo Domingo de Quito, fray Pedro Bedón fue llamado por el pueblo el "Padre Pintor". Sus pinturas adornaron los claustros de San Pedro Mártir, de la Recoleta de Quito y del Rosario de Santa Fe, y se pueden considerar como los primeros frutos del arte indohispánico".

Gracias a sus escritos en la Cofradía del Rosario del año 1588 podemos saber de la existencia de varios artistas pertenecientes a la primera generación de la Escuela Quiteña como fueron: Andrés Sánchez, Alonso Chacha, Francisco Gosseal (Gocial), Gerónimo Vilcacho, Sebastián Gualoto, Francisco Guajal, Juan Greco Vázquez y Juan Díez Sánchez. Dedicó gran parte de su vida a la pintura como dice José María Vargas que el tiempo que le sobraba de oración y estudio se ocupó en pintar cuadros de escenas bíblicas y santos. Según el poeta Jorge Carrera Andrade en su Galería de Místicos e insurgentes:

Pintor vigoroso y expresivo como lo demuestran sus cuadros murales y su impresionante "Vida del beato Enrique Susón", así como sus viñetas ejecutadas para los libros cantorales del Convento de Santo Domingo de Quito.

## Listado de obras

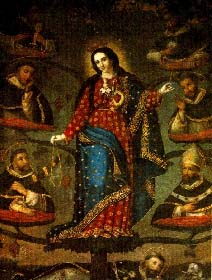
Virgen de la Escalera, óleo sobre muro conservado en el Convento de Santo Domingo, Quito.

### Pinturas, retablos e interiores
- Virgen de la Escalera, monasterio de Santa Catalina de Siena, Quito
- Vida del Padre Cristóbal Pardavé
- Virgen de Chiquinquirá, en el Monasterio de Santa Clara, Quito
- Virgen del Rosario de la Peña en la parroquia rural de Pungalá, Riobamba
- Virgen de la leche,  Convento de Santo Domingo de Quito
- Vida del Beato Enrique Susón
- Viñetas del Convento de Santo Domingo de Quito
- San Nicolás de Tolentino, Convento de Santo Domingo de Quito
- San Pedro de Verona, Patrón del convento máximo, Convento de Santo Domingo de Quito
- Virgen de las Lajas, Museo Nahim Isaías

### Escritos
- Informe como prior de San Pedro Mártir, donde habla sobre las encomiendas
- Comentarios a Aristóteles y Porfirio
- Libro sobre el Santísimo Rosario
- De mediss promulgandi Evangeli
- Biografía de Cristóbal de Pardave
- Flor de Virtudes
- Manera de enseñar la Fe a los Indios
- Libros de Coro, c. 1600 Convento de Santo Domingo, Quito

## Museo Fray Pedro Bedón
En honor al fraile como uno de los primeros artistas de la Escuela Quiteña, el convento de Santo Domingo mantiene un museo de arte abierto al público, con sus obras emblemáticas y otras que forman parte de la colección monástica.

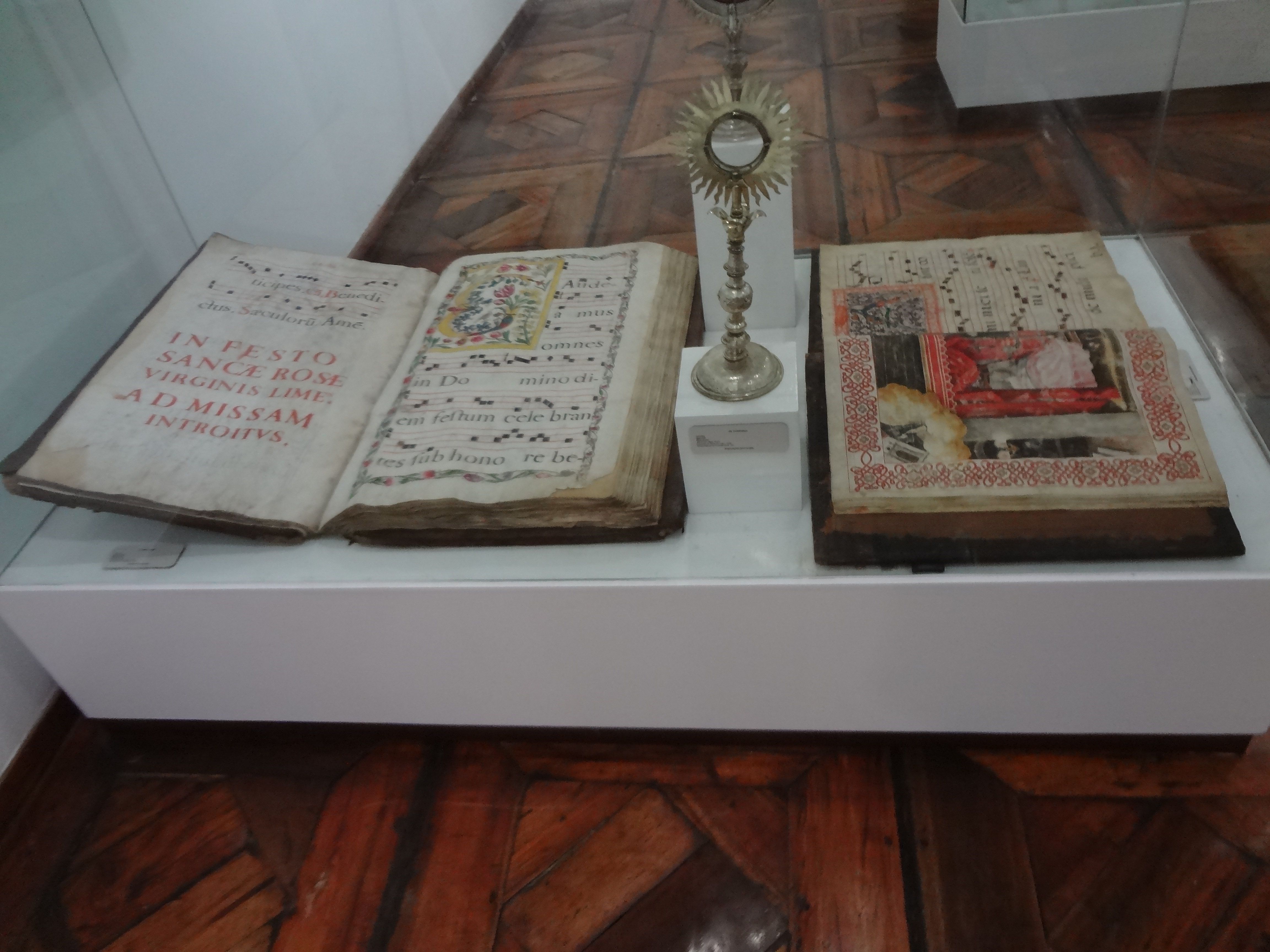
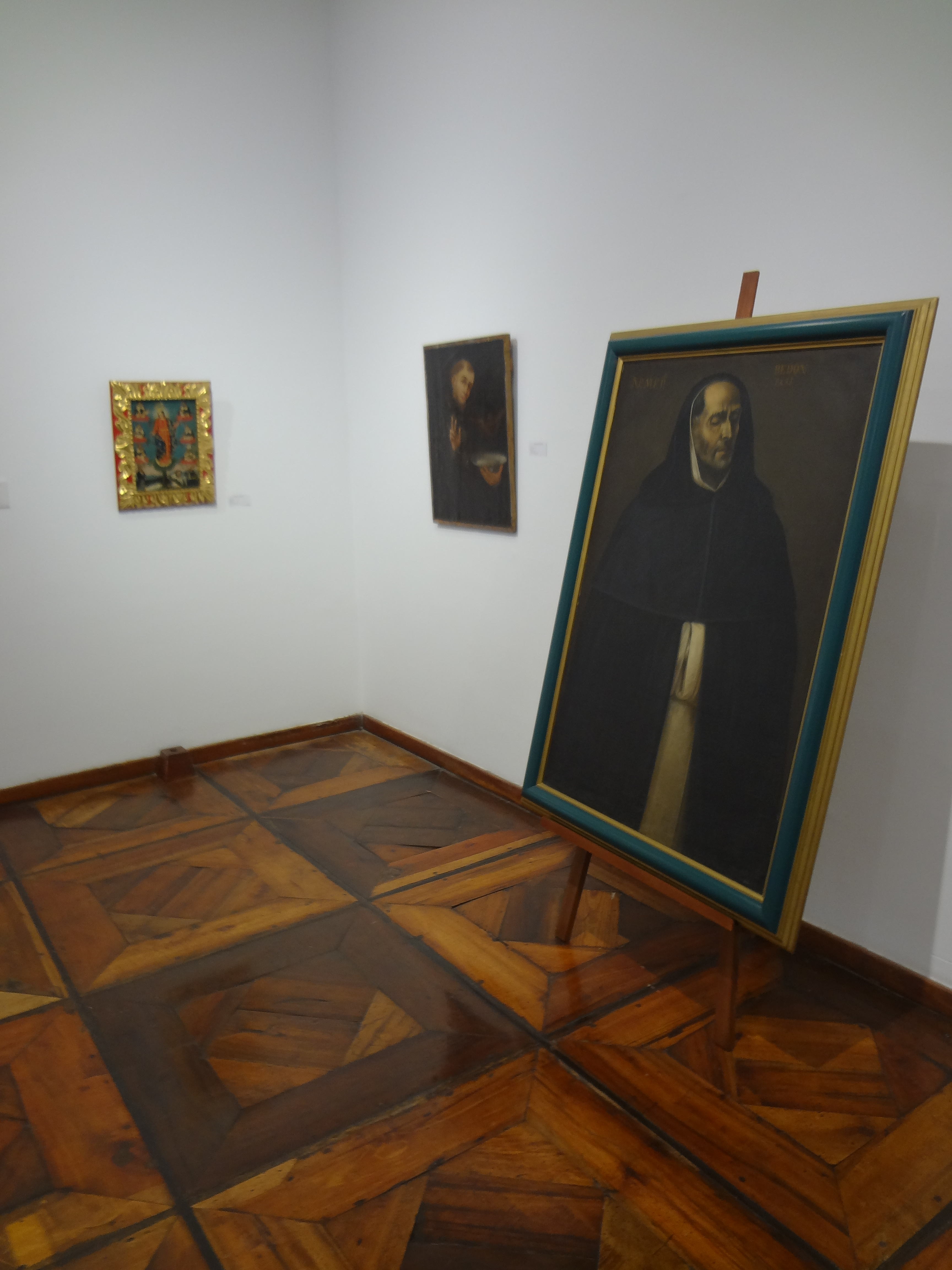
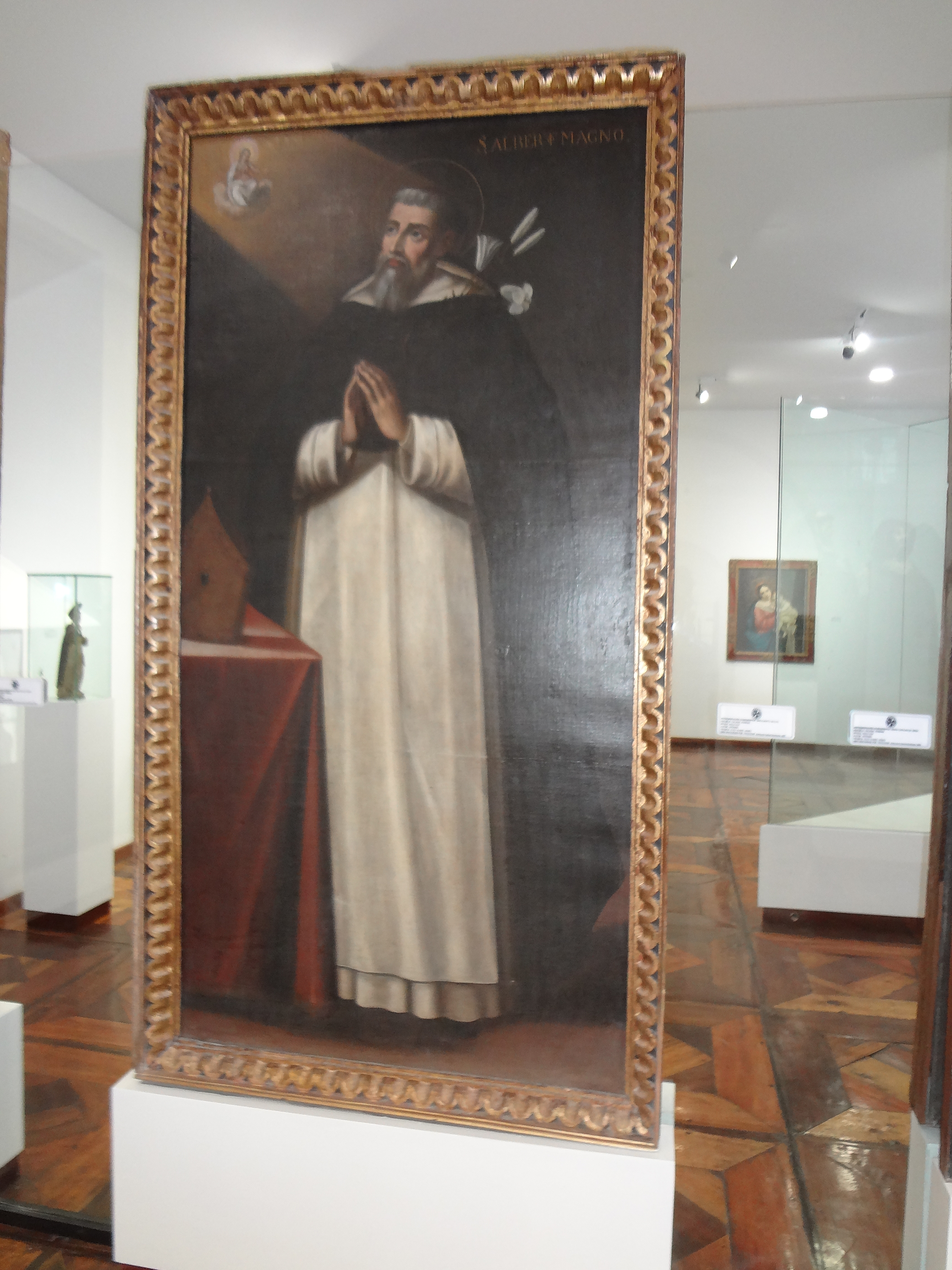
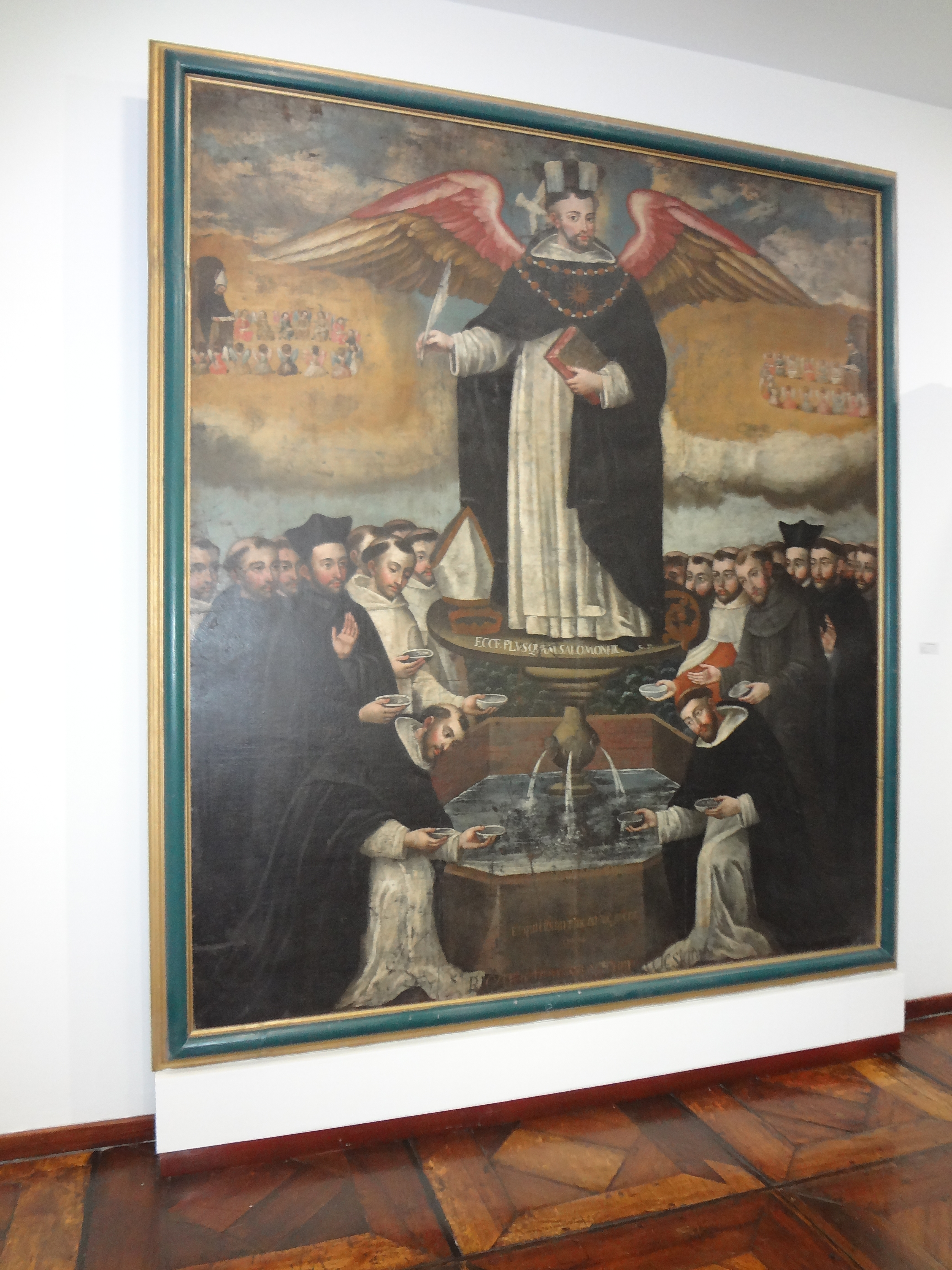
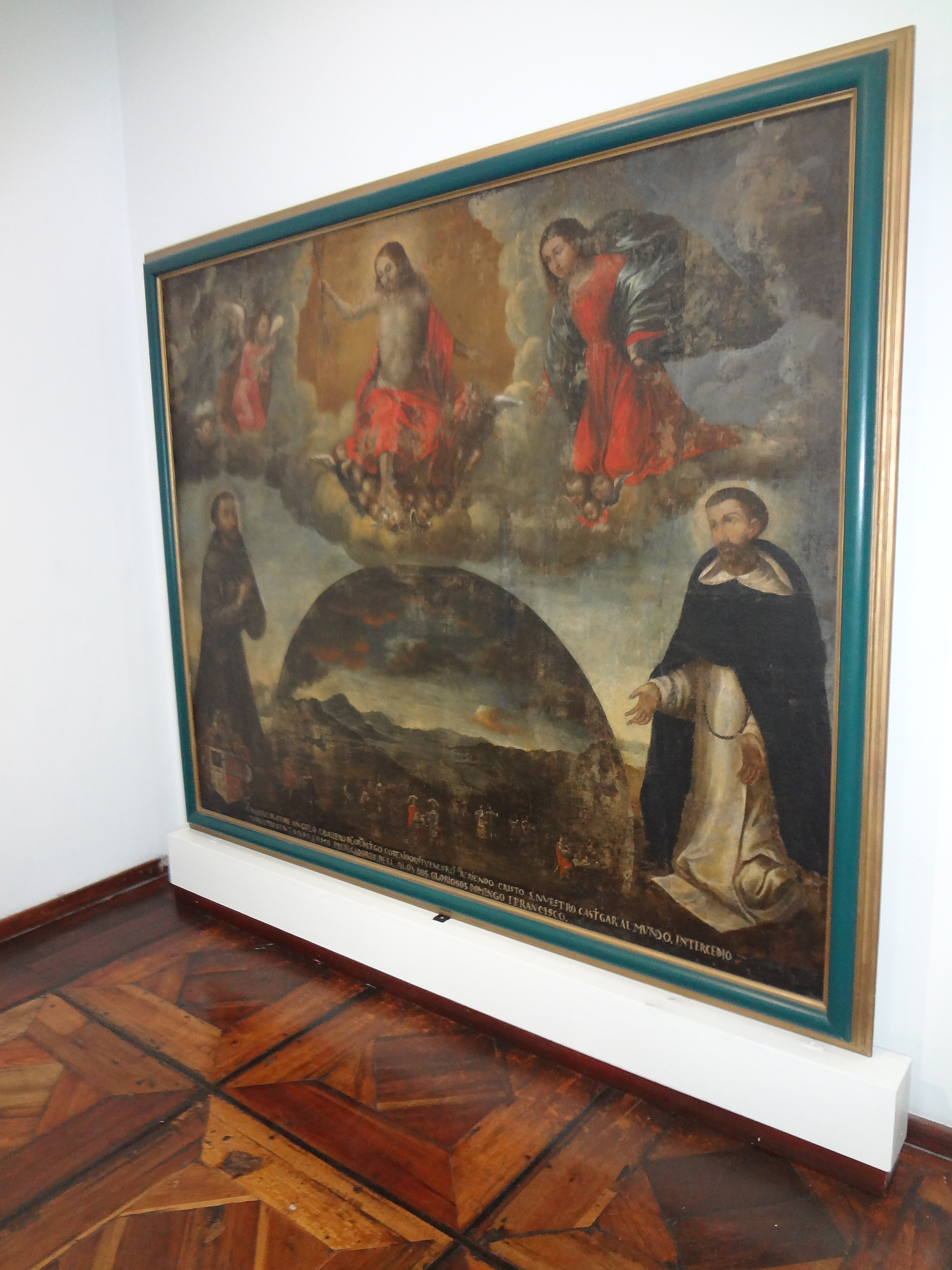
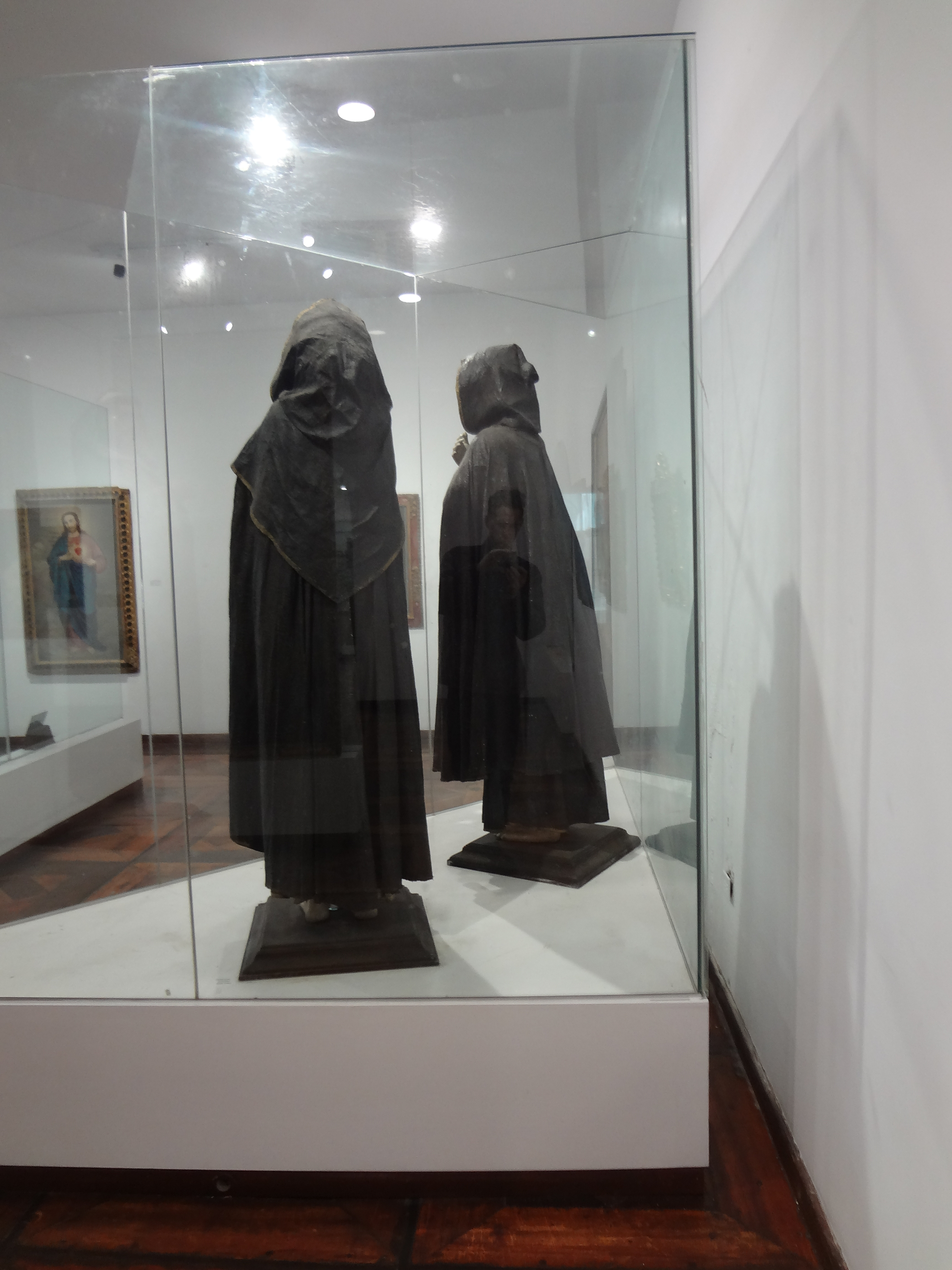
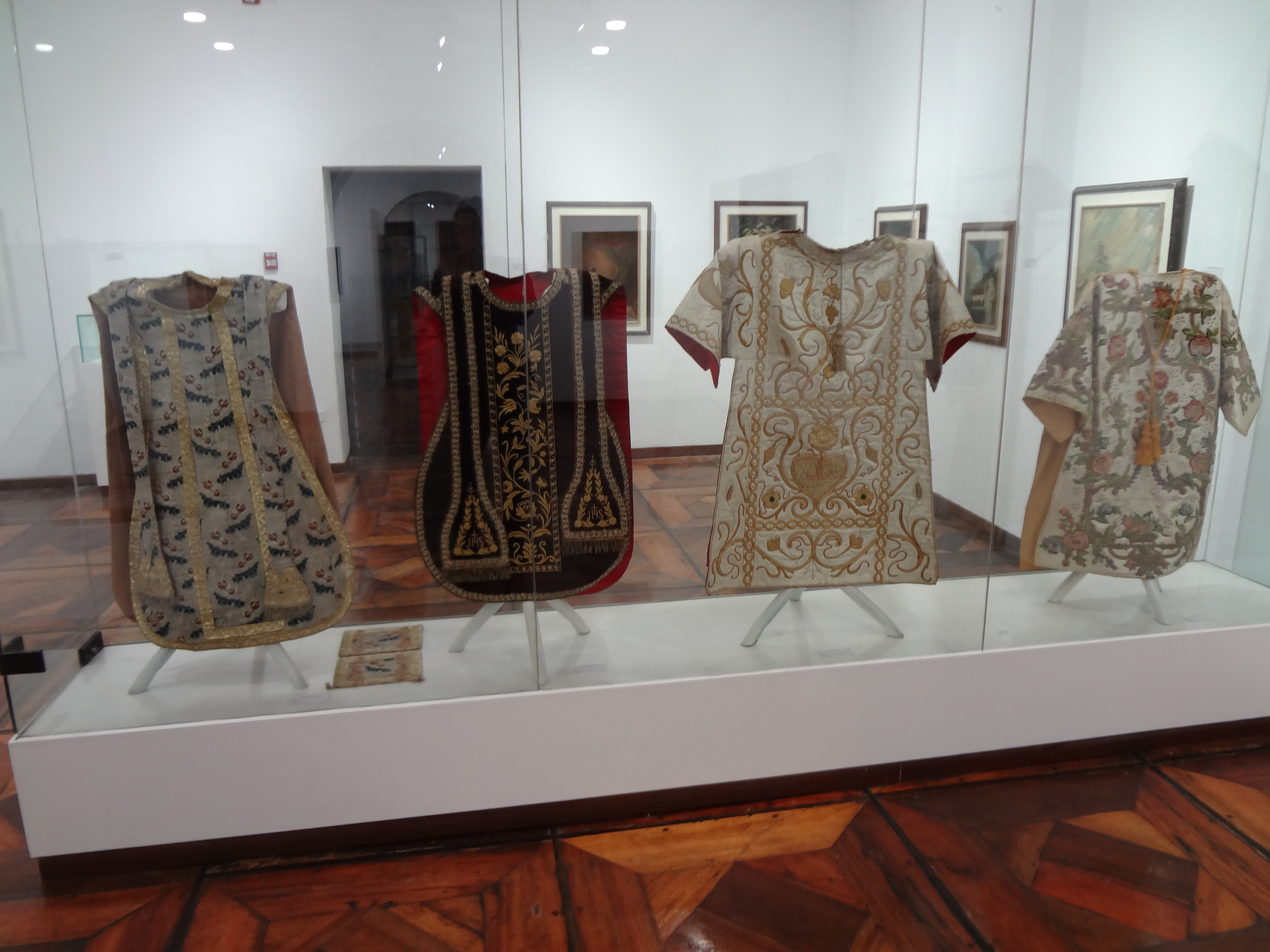

## Legado

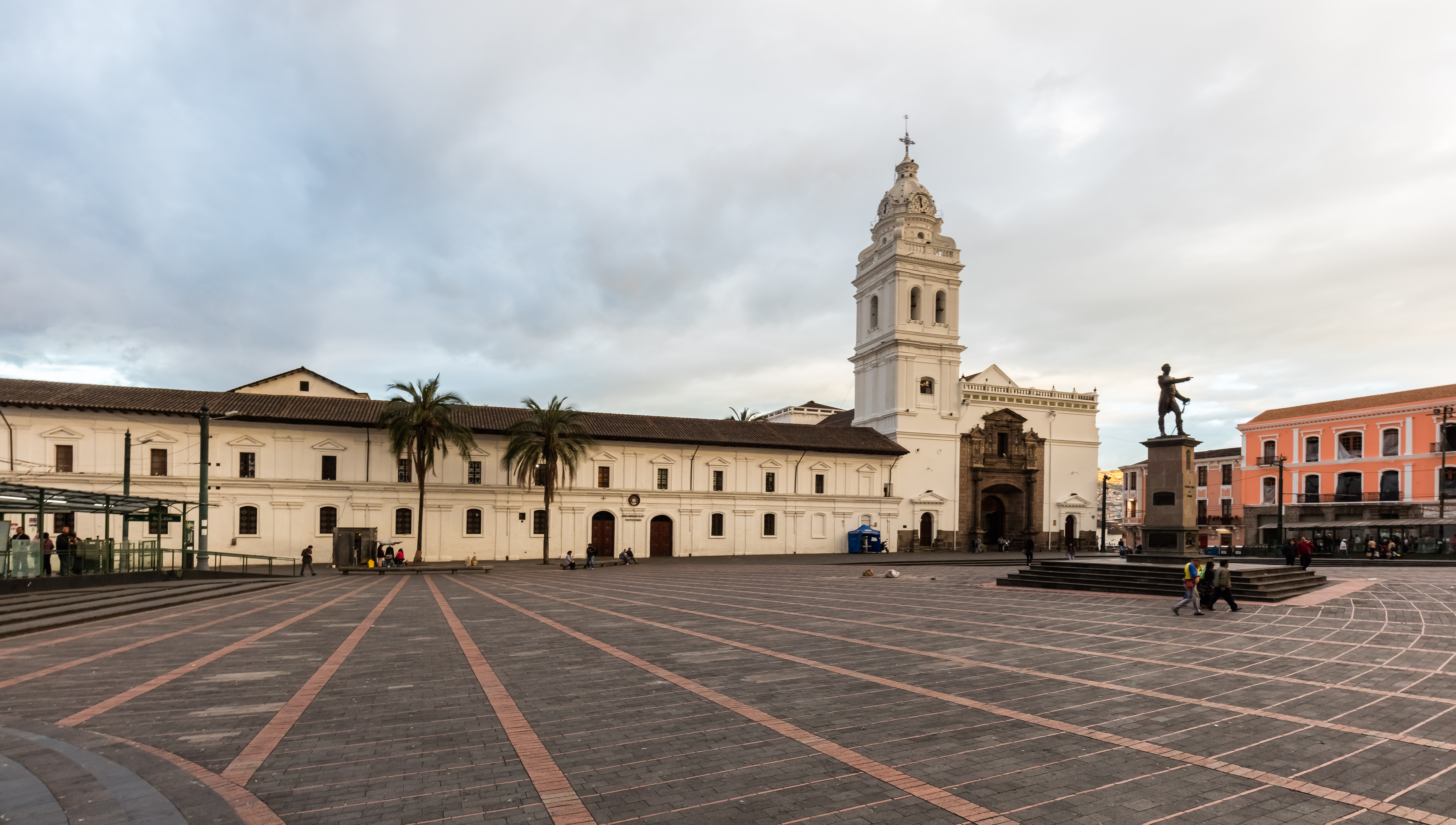
Iglesia y convento de Santo Domingo, donde se encuentra el altar y la "Virgen de la Escalera" y el "Gran libro coral" de Pedro Bedón.

Pedro Bedón, fraile dominico representa el esplendor de la orden de Santo Domingo de Guzmán y su labor en la Real Audiencia de Quito. Si la orden de San Francisco tuvo una gran importancia cultural para Quito, dando sus principales símbolos: la Escuela Quiteña, la Virgen de Quito, Jesús del Gran Poder, por otro lado la Compañía de Jesús destacó mucho en la educación a través de la Universidad San Gregorio Magno, la biblioteca de los Jesuitas, y también por su riqueza, con la Iglesia de la Compañía. Por su parte los dominicos en Ecuador serían un puente entre el arte de los franciscanos y la ciencia de los jesuitas: destacarían en la pintura y cultura desarrollado en el Convento de Santo Domingo retablos importantes como la de la Virgen del Rosario (sufriendo también graves incendios en el siglo XIX que acabarían con parte de sus altares barrocos) y además destacarían en la ciencia a través de la Universidad Santo Tomás. Esta tradición cultural y científica continua en la actualidad a través de los tesoros conservados en el convento como el Arco de Santo Domingo, o también la custodia de libros antiguos que se realiza en la Biblioteca Ignacio de Quezada. Es pues a través de la vida de Pedro Bedón que se desarrollan estos dos principios: el impulso del arte, la música, la pintura, la escultura, por un lado, y por otro, la preocupación por la sociedad con sus escritos, su oposición a la subida de impuestos por las guerras religiosas de Felipe II en la rebelión de las alcabalas, y todo esto fundamentando sus razones en los escritos del gran dominico, Santo Tomás.